# Platja de la Gola (Sant Pere Pescador)
La platja de la Gola és una platja natural del municipi de Sant Pere Pescador (Alt Empordà), situada al golf de Roses, al sud de la desembocadura del riu Fluvià. Forma part de la zona humida litoral Goles de Sant Pere, dins del Parc Natural dels Aiguamolls de l’Empordà. És la platja més septentrional de les vuit que conformen el llarg arenal de Sant Pere Pescador. Limita al nord amb la platja de Can Comes, del municipi de Castellò d'Empúries, i al sud amb la platja de Can Martinet, també de Sant Pere Pescador. Orientada a l'est, té una longitud de 287 m i una amplada de 82 m, composta de sorra fina de color daurat, formant dunes de poca profunditat. El pendent d'entrada a l'aigua és molt suau. No està permès l'accés amb cotxe. Hi ha servei de vigilància i socorrisme durant la temporada d'estiu.
L'Agència Catalana de l'Aigua efectua un control setmanal de la qualitat de l'aigua, durant la temporada de bany, amb el resultat d'excel·lent.